# Сборная Гонконга по регби-7

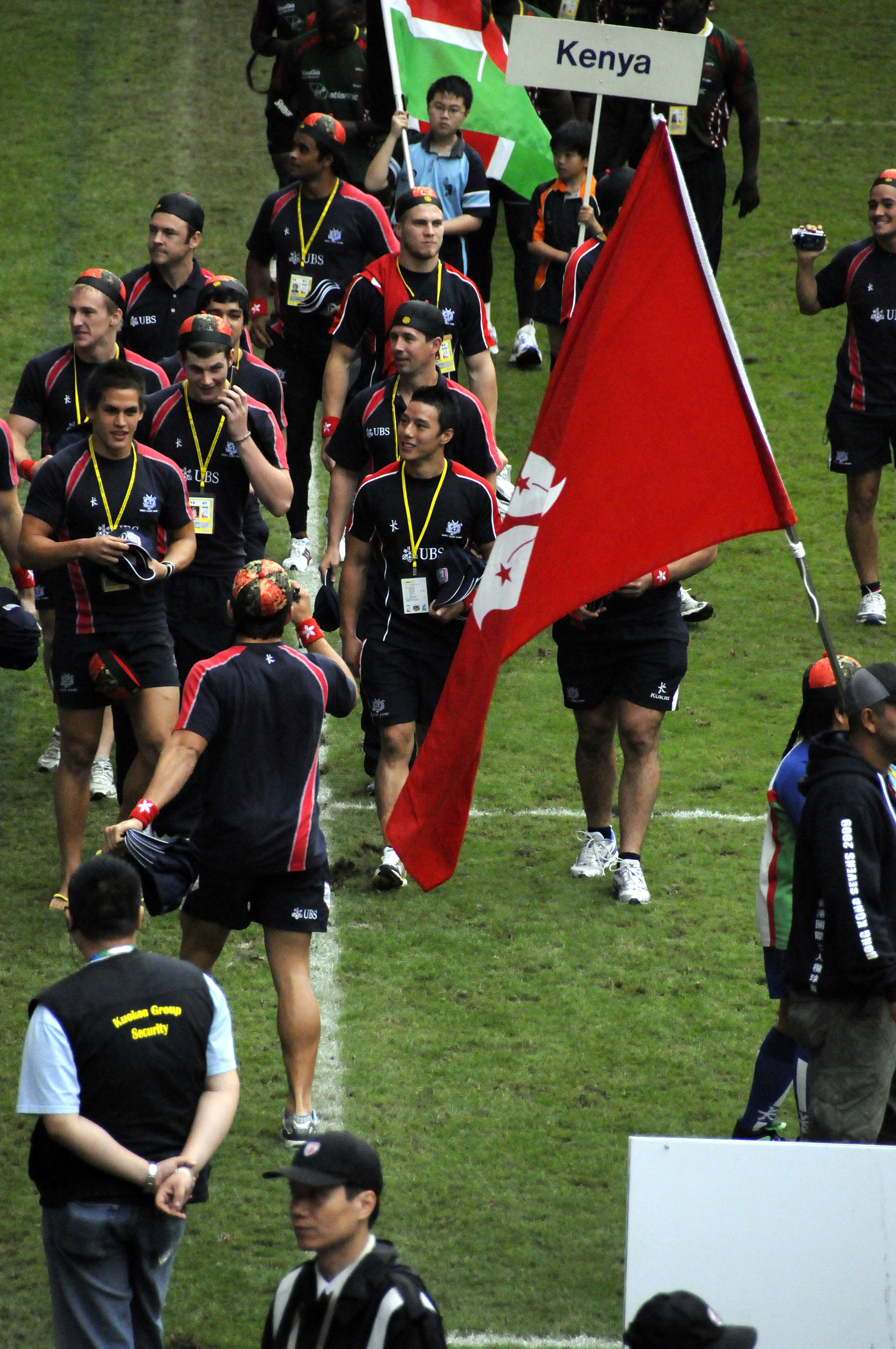
Сборная Гонконга на церемонии открытия чемпионата мира 2009 года

Сборная Гонконга по регби-7 — национальная спортивная сборная, представляющая Гонконг на соревнованиях по регби-7. Сборная является чемпионом Азиатских игр 2018 года (Джакарта) и трёхкратным чемпионом Азии (2012, 2014, 2016). Действующим тренером сборной является валлиец Пол Джон, который привёл к титулу чемпионов мира в 2009 году сборную Уэльса, ранее на посту тренера гонконгской сборной был другой специалист из Уэльса Дэй Рис.
1 апреля 2013 года Спортивный институт Гонконга признал мужскую и женскую сборную по регби-7 профессиональными элитными командами, что означало ежегодное распределение премиальных между лучшими игроками сборной. В ноябре того же года тренер сборной Уэльса по регби Гарет Бэйбер возглавил программу регби-7 у мужчин в Гонконгском институте спорта, а Дэй Рис занял пост главы отдела технического развития при Гонконгском регбийном союзе.

## Статистика выступлений

### Чемпионаты мира
| 1993  | Групповой этап     | 17-е | 5  | 1  | 4  | 0 |
| 1997  | Полуфинал Тарелки  | 10-е | 7  | 4  | 3  | 0 |
| 2001  | Четвертьфинал Чаши | 21-е | 6  | 0  | 6  | 0 |
| 2005  | Четвертьфинал Чаши | 21-е | 6  | 0  | 6  | 0 |
| 2009  | Полуфинал Чаши     | 19-е | 5  | 1  | 4  | 0 |
| 2013  | Четвертьфинал Чаши | 21-е | 4  | 1  | 3  | 0 |
| 2018  | Финал Чаши         | 18-е | 4  | 2  | 2  | 0 |
| 2022  | Матч за 19-е место | 19-е | 4  | 2  | 2  | 0 |
| Итого | 0 побед            | 8/8  | 41 | 11 | 40 | 0 |

### Азиатские игры
| 1998  | Утешительный турнир | 5-е | 3  | 1  | 2 | 0 |
| 2002  | Групповой этап      | 7-е | 3  | 0  | 3 | 0 |
| 2006  | Утешительный турнир | 5-е | 3  | 2  | 1 | 0 |
| 2010  | Вице-чемпионы       | 2-е | 7  | 5  | 2 | 0 |
| 2014  | Вице-чемпионы       | 2-е | 6  | 5  | 1 | 0 |
| 2018  | Чемпионы            | 1-е | 6  | 6  | 0 | 0 |
| 2022  | Чемпионы            | 1-е | 5  | 5  | 0 | 0 |
| Итого | 2 победы            | 7/7 | 33 | 24 | 9 | 0 |

## Тренеры
- Джордж Симпкин: 1993—1999[5][6]
- Дэй Рис[англ.]: 2008—2013[7]
- Гарет Бэйбер[англ.]: 2013—2016
- Пол Джон: с 2017[8]

## Состав
Заявка на Летние Азиатские игры 2018:
- Бен Римен
- Ли Джонс
- Майкл Ковердейл[англ.]
- Макс Вудворд
- Лайам Херберт
- Джейми Худ
- Хьюго Стайлс
- Алессандро Нардони
- Макс Денмарк[англ.]
- Эрик Квок
- Кадо Ли[англ.]
- Сэйлом Иу

## Достижения
Летние Азиатские игры
- Чемпион: 2018
- Серебряный призёр: 2010, 2014

Спартакиада народов КНР
- Серебряный призёр: 2013

Восточноазиатские игры
- Серебряный призёр: 2009

Чемпионат Азии
- Чемпион: 2012, 2014, 2016
- Серебряный призёр: 2013, 2015, 2017